# Коккоз-Джамі
Кокко́з-Джамі́ (крим. Kökköz Cami) або Юсуповська — мечеть у селі Соколине (до 1945 року — Коккоз), яку було збудовано 1910 року на кошти князя Фелікса Юсупова.

## Опис
Мечеть розташована в центрі села на пересіченій місцевості на лівому березі річки Коккозка поблизу мисливського будиночка князя Юсупова, Назва походить від однойменного села, з кримськотатарської мови перекладається як «синьоокий».
Мечеть виконана у кращих традиціях мусульманської архітектури Криму.
Прямокутна будівля розміром 11,5х15 метрів має базилікатний тип зального типу з критою галереєю та окремо розташованим мінаретом.
Стіни заввишки близько 7 метрів викладені з бутового і тесаного каменя-вапняку на вапняному розчині.
Їх прикрашено написами арабською та двоярусними стрілчастими вікнами. Дах покрито черепицею, поруч розташований мінарет.
Міжвіконний фриз на рівні другого поверху по периметру прикрашає епіграфічний орнамент — арабська в'язь на штукатурці. Згідно з інформацією уродженців села, автором-виконавцем декору був відомий кримськотатарський педагог і поет дореволюційного часу, житель села Усеїн Шаміль Тохтаргази.

## Історія
Коккоз-Джамі з'явилася на місці старої мечеті, що існувала з ханських часів, яку розібрали в 1909 році.
Була побудована архітектором Миколою Красновим з ініціативи князя Фелікса Юсупова в 1910 році. Кошти на її зведення виділили сам Юсупов і граф Сумароков-Ельстон.
Коккоз-Джамі була однією з п'яти мечетей села на початку ХХ століття.
У 1930 році мечеть, згідно з розпорядженням радянської влади, була закрита, а в будівлі облаштували склад.
Після депортації кримськотатарського народу, коли мечеть почали використовувати як сільський клуб і кінотеатр, влада розпорядилася знести мінарет. За словами очевидців, його обв'язали тросом і потягнули трактором. Але зруйнувати вежу не вдалося через особливості будівлі.
На початку 1990-х років, після масового повернення кримських татар на батьківщину і неодноразових вимог, виконком Бахчисарайської райради погодився передати будівлю клубу (колишньої мечеті) віруючим мусульманам. Але тоді була поставлена умова — це станеться після реєстрації релігійної громади, а також зведення нового Будинку культури.
У 1997 році постановою Ради міністрів Автономної Республіки Крим мечеть повернули у власність мусульманам села Соколине.
Відтоді протягом понад 20 років у мечеті відбуваються різні релігійні обряди, в тому числі й колективні п'ятничні намази.
На початку 21 ст. було проведено реставрацію.

## Галерея

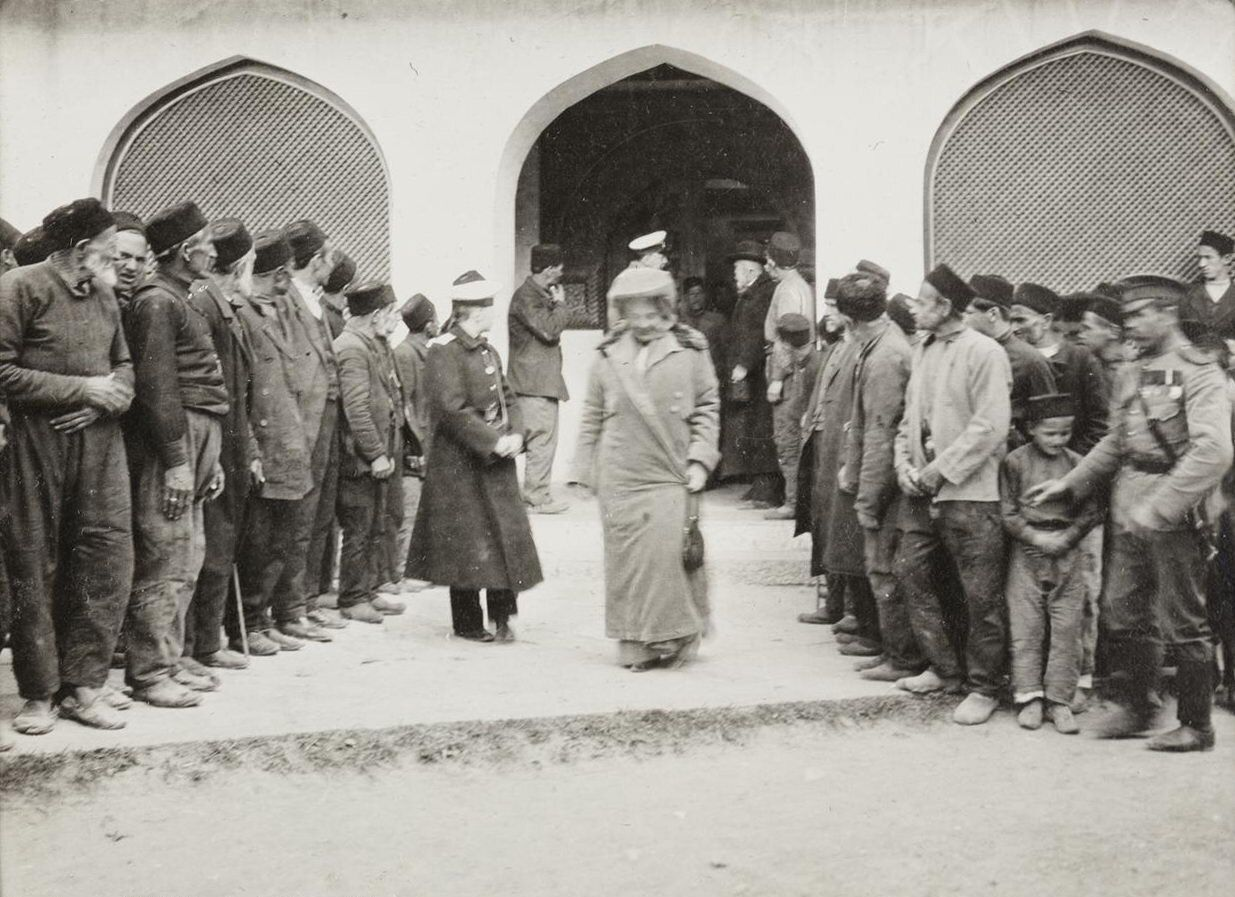
Коккоз-Джамі, 1914 рік
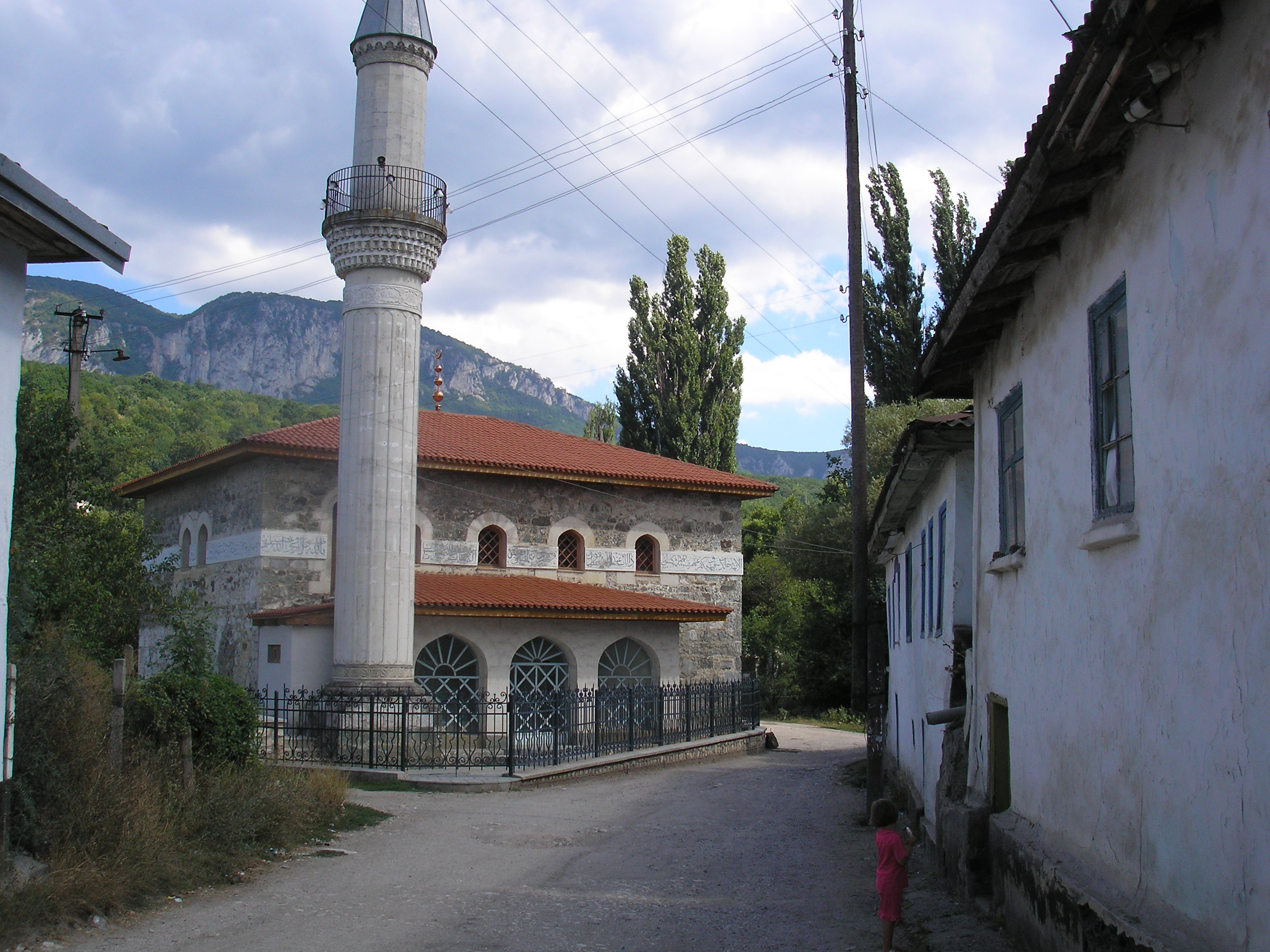
Коккоз-Джамі, 2006 рік
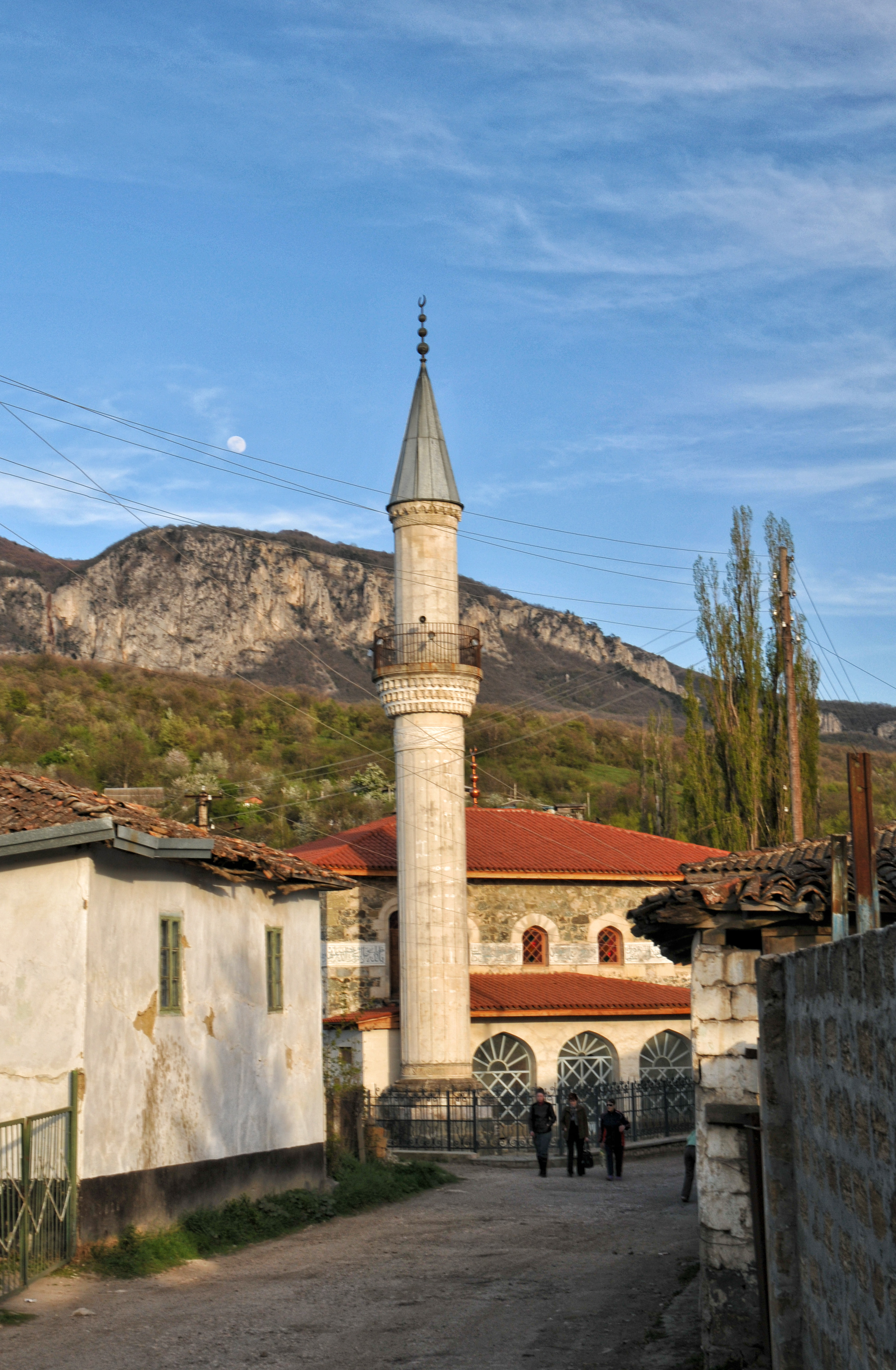
Коккоз-Джамі, 2008 рік
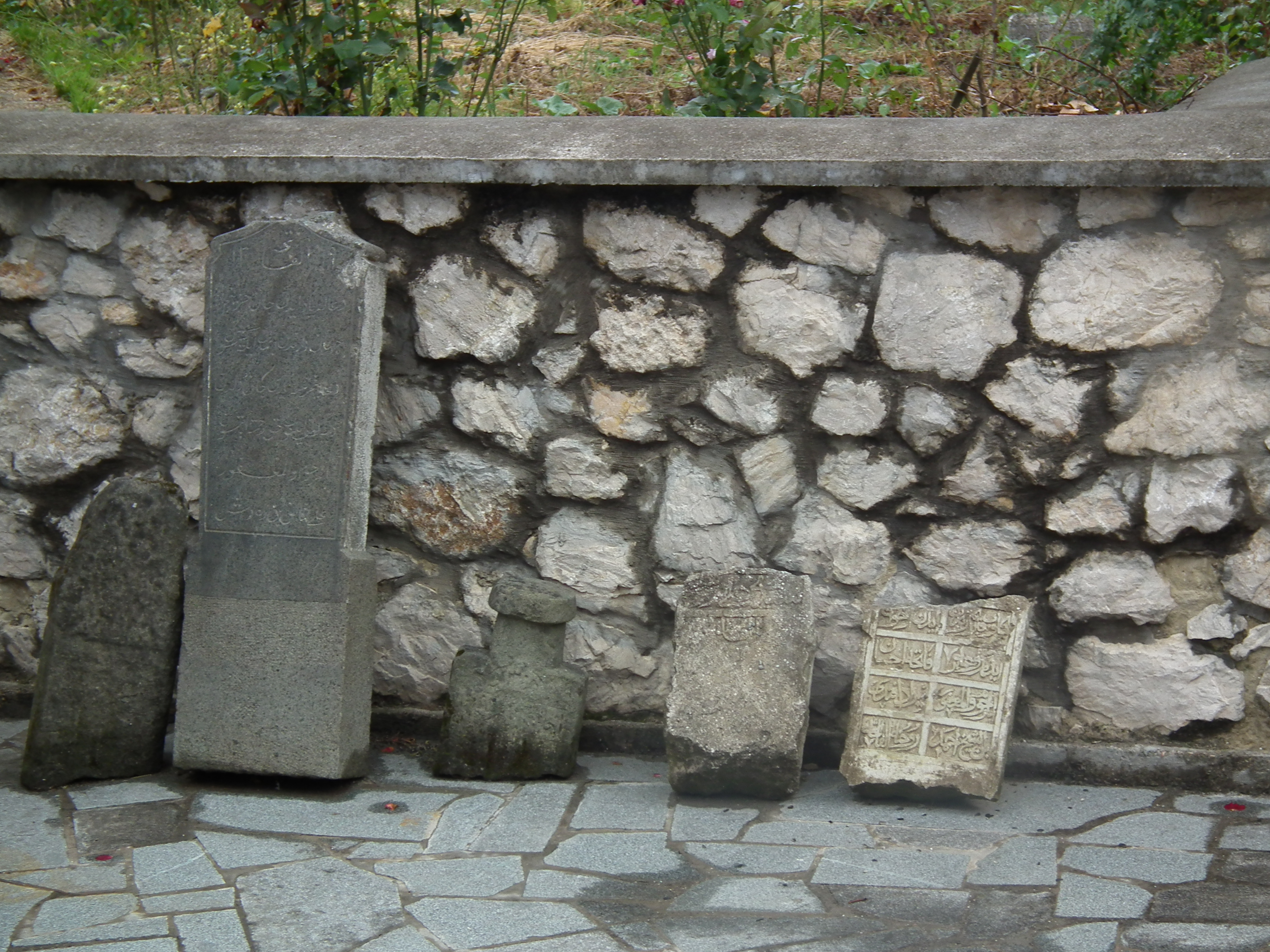
Біля мечеті, 2011 рік
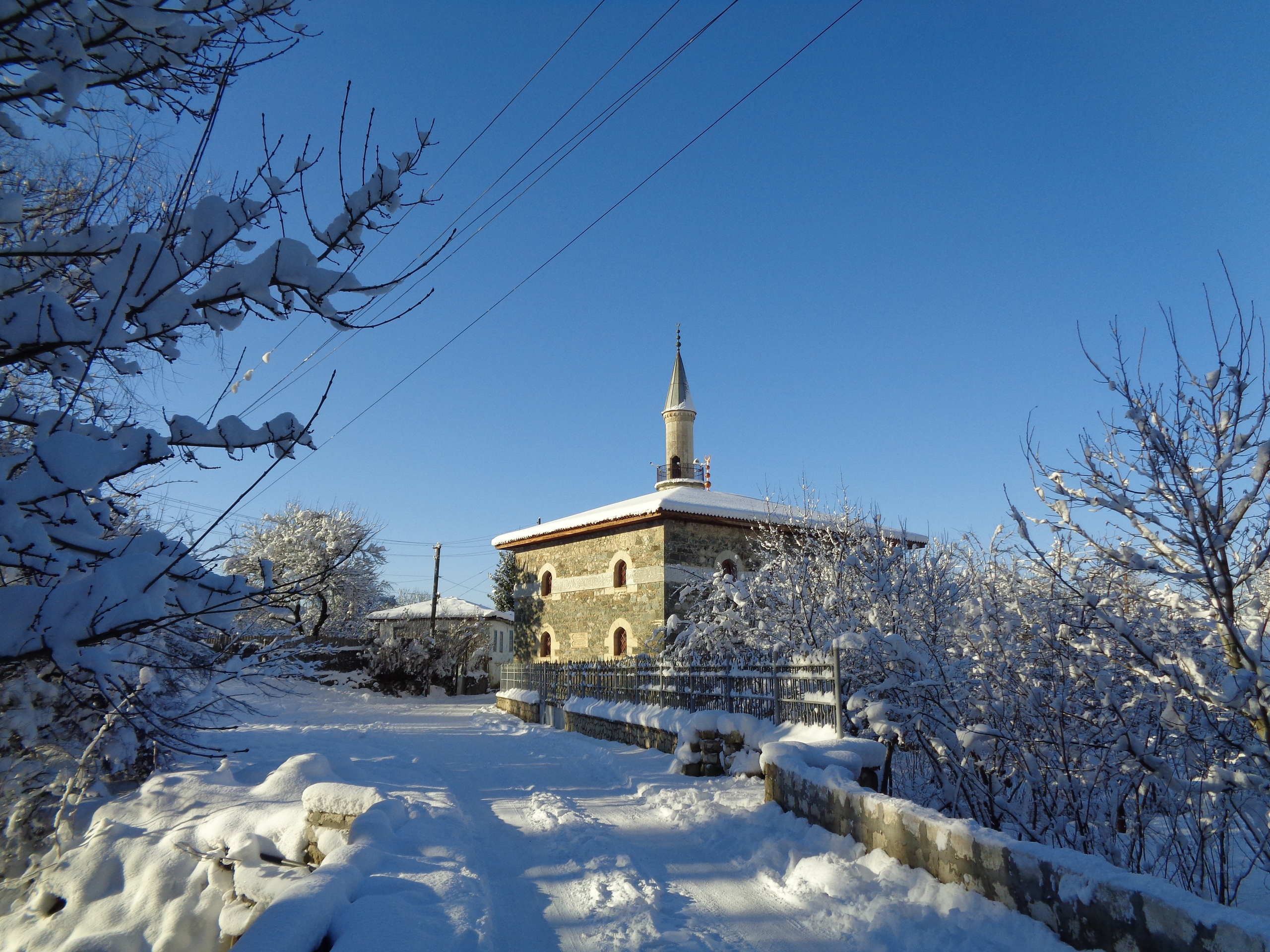
Коккоз-Джамі, 2021 рік